# Philippe Bruneau (archéologue)
Pour les articles homonymes, voir Philippe Bruneau et Bruneau.
Philippe Bruneau, né le 25 octobre 1931 et mort le 16 mai 2001, est un archéologue helléniste spécialisé dans les études autour de Délos, de la religion et de la mosaïque. Professeur d'archéologie grecque à l’université Paris-Sorbonne, il exploite la théorie de la médiation dans ses enseignements et recherches, et ainsi renouvelle les fondements épistémologiques de la discipline, dont l’application s'étend sur toutes les périodes et aires historiques.

## Biographie
Philippe Bruneau, agrégé de lettres classiques, travaille sur l'île de Délos comme membre de l'École française d'Athènes (EFA) pour son doctorat de 3e cycle (Les Lampes de Délos, 1964), puis pour son doctorat d’État (Recherches sur les cultes de Délos à l’époque hellénistique et à l’époque impériale, 1970) et en publie le Guide archéologique (en collaboration avec Jean Ducat). Après avoir exercé la fonction de secrétaire général de l’EFA (1964-1968), il poursuit sa carrière comme professeur d’histoire de l’art antique à l’université Rennes-II, puis en tant que titulaire de la chaire d’archéologie grecque à l’université Paris-Sorbonne à partir de 1975. Parallèlement à son enseignement et à ses recherches en archéologie grecque, Philippe Bruneau conduit avec Pierre-Yves Balut, maître de conférences à l’université Paris-Sorbonne, un enseignement d’archéologie moderne et contemporaine à Paris-Sorbonne entre 1977 et 2000.
Sa curiosité intellectuelle, qui le pousse depuis le début à questionner les postulats de science ou de métier, s’enrichit en effet de sa rencontre décisive avec Jean Gagnepain, professeur de linguistique à l’université de Rennes-II, qui développe une anthropologie clinique des sciences humaines (aussi appelée théorie de la médiation).
Avec Pierre-Yves Balut, Philippe Bruneau poursuit l’application de la théorie de la médiation au mécanisme rationnel de la technique (« ars » au sens latin du terme) et explore ses rapports avec les autres modes de la rationalité dans ce qui se définit comme une « artistique ». Grâce à cette assise théorique, sa réflexion le conduit à poser un objet propre à l’archéologie, des objectifs clairement définis et une méthode fondée sur la structure même de la raison, rendant possible une approche épistémologique de l’ensemble des sciences humaines, et en particulier leur rapport à l’archéologie générale. Les domaines d’application sont extrêmement diversifiés, puisque le modèle conduit en particulier à ne pas se limiter au cloisonnement géochronologique (archéologie de la Préhistoire, de l’Antiquité, du Moyen Âge, des époques moderne et contemporaine ; archéologie amérindienne, chinoise, etc.) et à dépasser les contingences de métier (place de la fouille, de la restauration, etc.).
Cofondateur et directeur de la revue Ramage, il publie et coordonne de nombreux articles, appliquant les raisonnements médiationnistes à ses sujets de prédilection (la maison délienne, l’archéologie du catholicisme…) ou en développant des notices sur telle ou telle question théorique (le portrait, le vêtement, l’image, la littérature et l’archéologie…). Son domaine de spécialité lui fournit de nombreux sujets (comme la question du portrait sur les mosaïques antiques) qu’il continue de publier tout au long de sa carrière (en particulier les Deliaca). Son cheminement intellectuel aboutit en 1997 à la publication d’Artistique et archéologie. Le Centre d’archéologie générale reste fidèle à la ligne de pensée de Philippe Bruneau.